# Herero
Herero, bantu narod naseljen danas u Namibiji čije je porijeklo u području istočnoafričkih velikih jezera odakle su se doselili na područje Kaokolanda uz rijeku Kunene prije nekih 350 godina. Nastanjuju travnata područja pogodna za ispašu njihove stoke odakle su mnogi zbog njemačkog kolonijalizma morali izbjeći u susjednu Bocvanu. Procjenjuje se da ih je u Namibiji oko 1900. bilo oko 80.000, ali im je broj 1905. spao na svega oko 16.000 u Namibiji a oko 75% bilo je istrijebljeno do 1911. Do istrjebljenja dolazi nakon ustanka 1904. protiv njemačkog kolonijalizma kada je na njih udario general Lothar von Trotha
Suvremena populacija iznosi oko 320.000 ljudi, 164 000 u Namibiji i 135.000 odnosno 21.000 u Angoli i Bocvani.

## Kultura
Što je tipično istočnoafričkim plemenima, Herero su stočari, koji bogatstvo mjere brojem grla stoke. Stoka je bila toliko važna da je ženska nošnja prepoznatljiva po kapi s rogovima izrađene od valjanog sukna.
Njihova najznačajnija svečanost je Maherero dan koji pada na posljednji vikend u mjesecu kolovozu.

## Podjela
Herero su podijeljeni na više lokalnih skupina ili plemena: Tjimba i Ndamuranda u Kaokolandu; Mahereo kod Okahandja, Zeraua kod Omaruru. Skupina poznata kao Mbandero živi u istočnoj Namibiji kod grada Gobabis, području nekad poznatom kao Hereroland.

## Jezik
Herero jezici pripadaju središnjoj bantuskoj skupini u zoni R, a postoje dva srodna jezika, Herero [her] u Namibiji i Bocvani (ukupno 237.000) i Zemba [dhm] Angoli, s ukupno 22,000 govornika.

## Religija
Tradicionalna religija je oblik obožavanja predaka, a danas su mnogi prihvatili kršćanstvo